# Verbena moechina
Verbena moechina är en verbenaväxtart som beskrevs av Harold Norman Moldenke. Verbena moechina ingår i släktet verbenor, och familjen verbenaväxter. Inga underarter finns listade i Catalogue of Life.